# Парсегян, Кегам
Кегам Парсегян (арм. Գեղամ Բարսեղյան; 1883, Gedikpasha, Константинополь, Османская империя — 1915, Аяш, Османская империя) — армяно-османский писатель, учитель, редактор и журналист.

## Биография
Родился в районе Гедик-паша в Константинополе. Проходил обучение в Армянской средней школе «Гетронаган» до 1896 года. Проведя год в Париже, опубликовал свои первые литературные произведения в армянских периодических изданиях и газетах того времени. Затем стал главным обозревателем и редактором газет Surhantag и Azatamart (1909—1915). Был одним из редакторов литературного обзора Aztag (1908—1909). Являлся одним из основателей недолговечного литературного ежемесячного журнала «Мехьян» (1914) и работал вместе с такими известными писателями, как: Костан Зарян, Даниэл Варужан, Акоп Ошакан, Гранд Назарянц и Аарон Дадурян.
Во время геноцида армян, 24 апреля 1915 года, Кегам Парсегян был схвачен и доставлен в Аяш недалеко от Анкары, где он и был убит.
В 1931 году полное собрание его произведений было опубликовано «Обществом друзей писателей-мучеников» в Париже.